# 팔분의자리 델타

팔분의자리 델타(δ Octantis, Delta Octantis)는 토성의 극성으로 유명한 별로, 질량은 태양의 1.2배, 반지름은 25배이다. 나이는 약 43억 년으로, 태양과 유사하다.